# Just One Last Time
"Just One Last Time" là một ca khúc của nam DJ người Pháp David Guetta hợp tác với nam ca sĩ người Thụy Sĩ Taped Rai. Ca khúc này được chọn làm đĩa đơn thứ hai từ album tái phát hành của Nothing but the Beat là Nothing But the Beat 2.0, nếu tính chung cả hai album thì đây là đĩa đơn thứ chín. Ca khúc được phát hành kỹ thuật số vào ngày 15 tháng 11 năm 2012 và phát hành dưới định dạng đĩa CD vào ngày 31 tháng 12 năm 2012. Đây là sản phẩm đầu tiên của Taped Rai ra mắt thị trường thế giới.

## Video âm nhạc
Video âm nhạc cho "Just One Last Time" được quay tại Los Angeles vào tháng 10 năm 2012 bởi đạo diễn Colin Tilley. Video được đăng tải trên kênh VEVO chính thức của Guetta vào ngày 3 tháng 12 năm 2012. Nội dung video nói về một người đàn ông lén ra khỏi nhà bạn gái của mình để đi tham gia một bữa tiệc hồ bơi với Guetta, và sau đó nghe được rằng ngôi nhà ấy đang cháy. Anh chạy về để cứu bạn gái của mình, nhưng lại bị chết sau khi thực hiện việc này.

## Danh sách ca khúc
- EP kỹ thuật số[2]

1. "Just One Last Time" (Extended) – 5:41
2. "Just One Last Time" (Hard Rock Sofa Big Room Mix) – 6:41
3. "Just One Last Time" (Tiësto Remix) – 7:06
4. "Just One Last Time" (Hard Rock Sofa Remix) – 6:57
5. "Just One Last Time" (Deniz Koyu Remix) – 6:41

- Đĩa CD[3]

1. "Just One Last Time" - 3:42
2. "Just One Last Time" (Extended) – 5:41
3. "Just One Last Time" (Hard Rock Sofa Big Room Mix) – 6:41

## Xếp hạng
| Bảng xếp hạng (2012)          | Vị trí cao nhất |
| ----------------------------- | --------------- |
| Áo (Ö3 Austria Top 40)        | 31              |
| Bỉ (Ultratip Flanders)        | 59              |
| Bỉ (Ultratip Wallonia)        | 39              |
| Pháp (SNEP)                   | 78              |
| Hà Lan (Single Top 100)       | 100             |
| Thụy Sĩ (Schweizer Hitparade) | 44              |

## Lịch sử phát hành
| Quốc gia | Ngày                 | Định dạng               | Hãng đĩa       |
| -------- | -------------------- | ----------------------- | -------------- |
| Pháp     | 25 tháng 11 năm 2012 | Tải kỹ thuật số         | What A Music   |
| Úc       | 25 tháng 11 năm 2012 | Tải kỹ thuật số         | Virgin Records |
| Anh      | 31 tháng 12 năm 2012 | Tải kỹ thuật số, đĩa CD | Virgin Records |